# Phục hồi môi trường
Phục hồi môi trường đề cập đến việc loại bỏ ô nhiễm  hoặc chất gây ô nhiễm từ môi trường như môi trường đất, nước dưới đất, trầm tích, hay nước mặt. Điều này nghĩa là một khi có yêu cầu của chính phủ hoặc cơ quan cải tạo đất đai, cần tiến hành hành động ngay vì điều này có thể gây ảnh hưởng tiêu cực đến sức khỏe con người và môi trường
Hoạt động phục hồi nói chung phải tuân theo một loạt các yêu cầu về quy định, và cũng có thể dựa trên đánh giá về sức khỏe con người và rủi ro sinh thái mà không có tiêu chuẩn quy định nào tồn tại hoặc nơi tư vấn các tiêu chuẩn.
Để giúp phục hồi môi trường, người ta có thể nhận được các dịch vụ khắc phục môi trường. Các dịch vụ này giúp loại bỏ các nguồn bức xạ để giúp bảo vệ môi trường.

### Liên kết chung
- Xử lý bằng sinh học [en]
- Trong trường hợp nước thải oxy hóa tại chỗ [en]
- oxy hóa tại chỗ [en]
- Sự giải nhiệt nhiệt tại chỗ [en]
- Xử lý điện giải [en]
- Điện trở kháng [en]
- Suy thoái môi trường
- Phục hồi môi trường
- Xử lý nước ngầm [en]
- Sự suy giảm tự nhiên [en]
- Xử lý khuôn mẫu [en]
- Đánh giá môi trường giai đoạn I [en]
- Xử lý bằng thực vật [en]
- Phục hồi sinh thái [en]
- Ô nhiễm đất
- Khai thác hơi đất [en]
- Ổn định và cố kết bằng xi măng [en]

### Pháp luật về khắc phục hậu quả
- 'Superfund' (Siêu quỹ, Hoa Kỳ)
- 'Contaminated Land Management Act' (Đạo luật Quản lý Đất bị ô nhiễm, New South Wales, Úc)
- 'Contaminated Sites Act 2003' (Đạo luật về trang web bị ô nhiễm năm 2003, Tây Úc, Úc)
- 'Wet Bodembescherming' (Luật bảo vệ đất, Hà Lan)
- 'Wet Verontreiniging Oppervlaktewater' (Đạo luật Ô nhiễm nước mặt, Hà Lan)
- 'Environmental Management Act' (Đạo luật Quản lý Môi trường, Canada)

### Nhóm môi trường có thông tin
- CHEJ (Hoa Kỳ - phát triển trong cuộc tranh luận kênh đào Love)
- Greenpeace (Tổ chức quốc tế với các trang web quốc gia)

### Cơ quan bảo vệ môi trường
- United States Environmental Protection Agency: Cơ quan bảo vệ môi trường Hoa Kỳ
- NSW EPA (NSW, Australia)
- Environment Canada: Môi trường Canada
- Canadian EPA Summary Table: Bảng tổng kết EPA của Canada